# 竹下明子
竹下 明子（たけした あきこ、1959年6月6日 - ）は、日本の女優。アクトレインクラブ所属。

## 人物
元劇団夢の遊眠社所属。1980年の旗揚げ時から1992年の解散まで主演女優として活動。元夫は劇作家・演出家・役者の野田秀樹。明治学院大学中退。日本舞踊善川流名取。

## 出演

### 舞台
- 走れメルス
- 野獣降臨
- 半神
- 陰陽師
- すべて世は事も無し
- スケリグ
- 劇的リーディング〜旅する編〜

### テレビドラマ
- コード・ブルー -ドクターヘリ緊急救命-
- 朝ドラ殺人事件
- 虹色定期便
- 中学生日記
- おそろし〜三島屋変調百物語（2014年） ‐ お清
- 越路吹雪物語（2018年）

### 映画
- ロスト・イン・トランスレーション - ミス・カワサキ役[1]
- ラスト、コーション
- パッチギ! LOVE&PEACE
- 花影

### CM
- セイコーマート
- 資生堂フェルゼア
- 三井住友銀行
- 日本冷蔵
- 大幸薬品・正露丸